# Circumstella
Circumstella is een geslacht van weekdieren uit de klasse van de Gastropoda (slakken).

## Soorten
- Circumstella biconcave Feng, 1996
- Circumstella devexa (Hedley, 1901)